# アストンマーティン・V12スピードスター
アストンマーティン・V12スピードスター (Aston Martin V12 Speedster) は2020年に発表されたオープンモデルである。

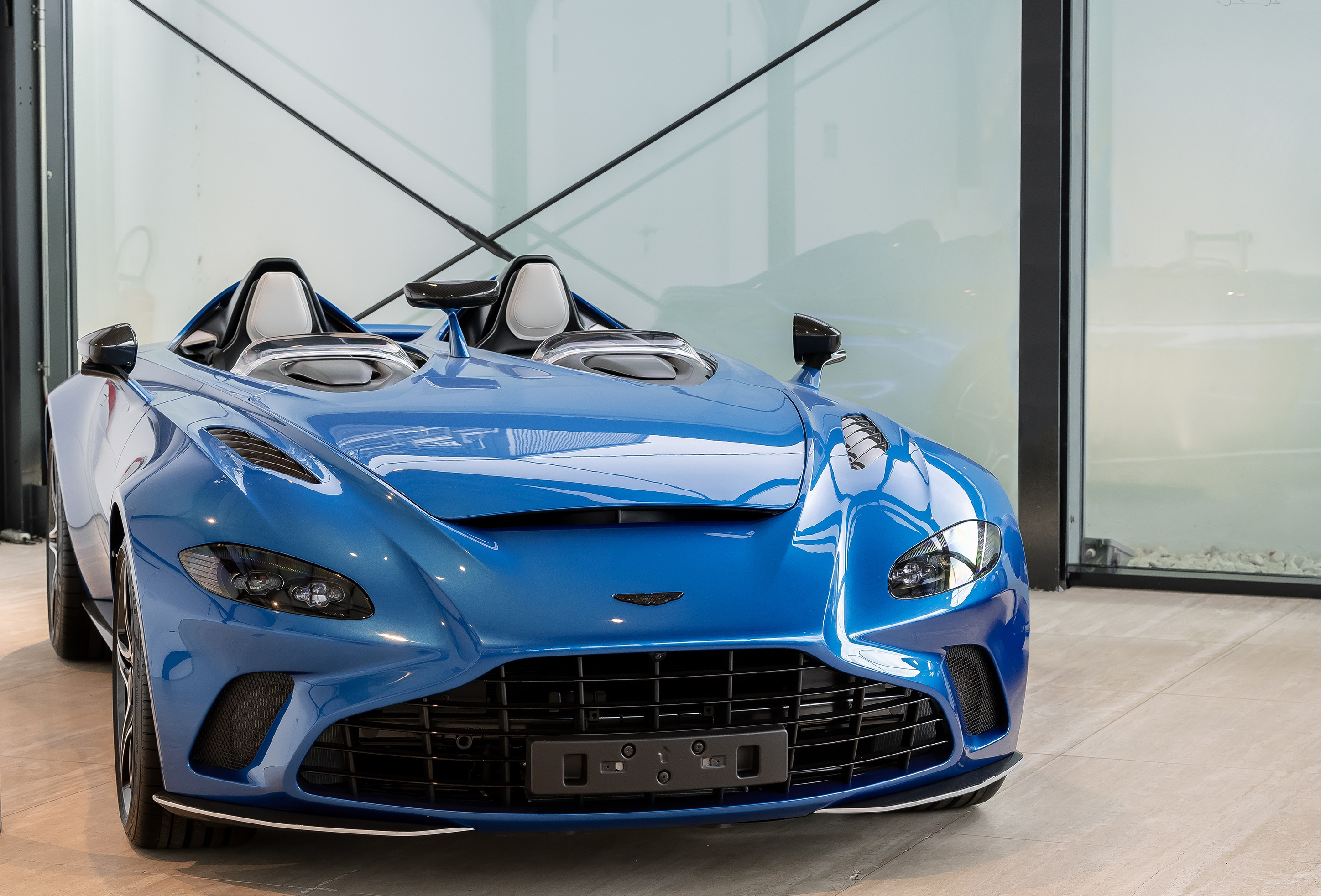
Dettaglio del frontale

## 概要
V12スピードスターは2020年3月4日に英国のゲイドン本社で発表された。アストンマーティンのビスポーク部門である「Q by Aston Martin」とアストンマーティンのデザイナーとエンジニア、ボーイング社によって共同開発された。 デザインは1959年のル・マンで優勝したDBR1と2013年に発表されたCC100がモチーフになっている。
ボディは殆どがカーボンファイバー製で、エキゾーストチップやベントグリル、ベーンは、マットブラックで塗装されている。発表時のカラーリングはジェット戦闘機をモチーフとしたスカイフォールシルバーで、DBR1をモチーフとした特別仕様の「DBR1 カスタム」も同時に発表された。
エンジンは5.2L V型12気筒ツインターボ、トランスミッションはZF製8速ATを搭載する。0-100km/hは3.5秒、最高速度は318km/h。21インチの鍛造アルミホイールには、センターロック機構を採用。カーボンセラミックブレーキは、フロントに410mm径、リアに360mm径のディスクを装着している。
生産台数は88台で、価格は76万5000ポンド(約1億535万円)。Template:Auto-caratteristiche